# Wilhelmswarte (Anninger)

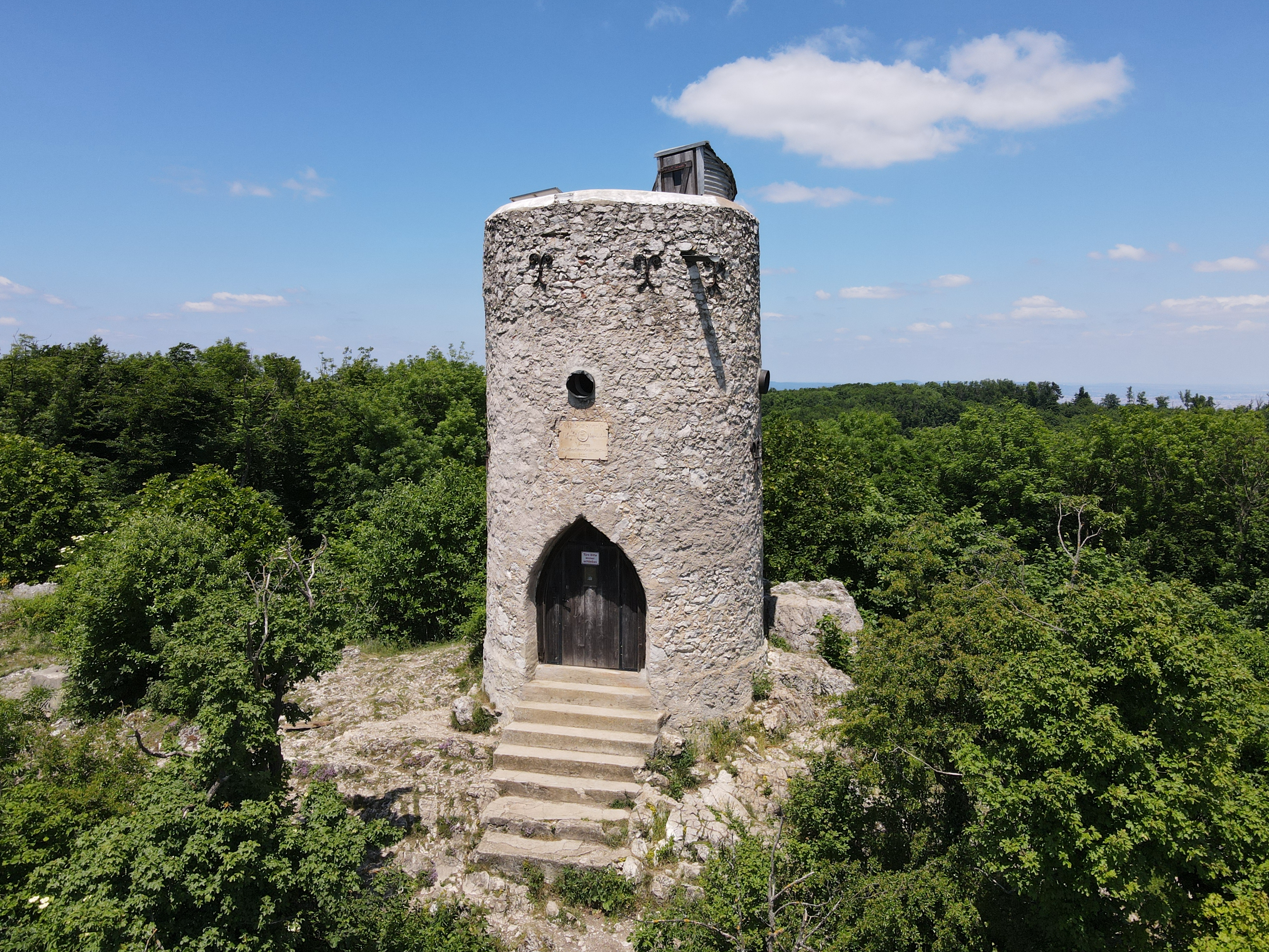
Wilhelmswarte auf dem Gipfel des Anningers

Die Wilhelmswarte ist eine zehn Meter hohe steinerne Aussichtswarte auf dem 675 m ü. A. hohen Gipfel des Hochanningers, dem höchsten Punkt des Anningers im Gemeindegebiet von Gaaden im Wienerwald. Das denkmalgeschützte Bauwerk (Listeneintrag) ist ein geodätischer Festpunkt.

## Geschichte
Der 1877 gegründete „Verein der Naturfreunde“ in Mödling errichtete verschiedene neue Aussichtswarten, darunter 1880 den zehn Meter hohen Julienturm am Höllenstein und 1898 die 25 Meter hohe Kaiser-Jubiläumswarte am Eschenkogel. Eine acht Meter hohe, hölzerne Aussichtsplattform wurde auf dem Gipfel des Hochanningers erbaut. Die nach Erzherzog Wilhelm, einem Förderer des Vereins, benannte Tribüne, wurde am 28. Juli 1878 eingeweiht, wurde jedoch wegen Baufälligkeit bereits nach knapp zehn Jahren ersetzt. Als Vorbild für die neue steinerne Warte diente der Julienturm auf dem Höllenstein. Nach Plänen von Baumeister Martin Breyer entstand ein bergfriedähnlicher Aussichtsturm mit rundem Grundriss und spitzbogigem Eingangsportal. Der Bau begann laut Inschriftentafel am Turm 1886. Am 10. Juli 1887 wurde die rund 1000 Gulden teure Aussichtswarte eröffnet. Anfang 2010 tauchte an der Wilhelmswarte die berühmte Aufschrift „Kyselak“ auf der Plattform auf.

## Architektur
Der runde Turm besteht aus Steinmauerwerk und hat einen Außendurchmesser von fünf Metern. Auf Grund des abschüssigen Geländes führen acht Steinstufen zur Eingangspforte und im Inneren eine Wendeltreppe aus Eisen in 31 Stufen auf die Aussichtsplattform. Die Plattform liegt in acht Metern Höhe. Die Gesamthöhe des Turmes inklusive Treppentürmchen beträgt zehn Meter.
Unmittelbar neben der Aussichtswarte befinden sich vier 90 × 90 cm große Betonfundamente mit einbetonierten Schrauben, die wahrscheinlich von einem ehemaligen Richtfunkturm mit einem Grundriss von 3,9 Metern während des Zweiten Weltkrieges stammen.

## Ausblick

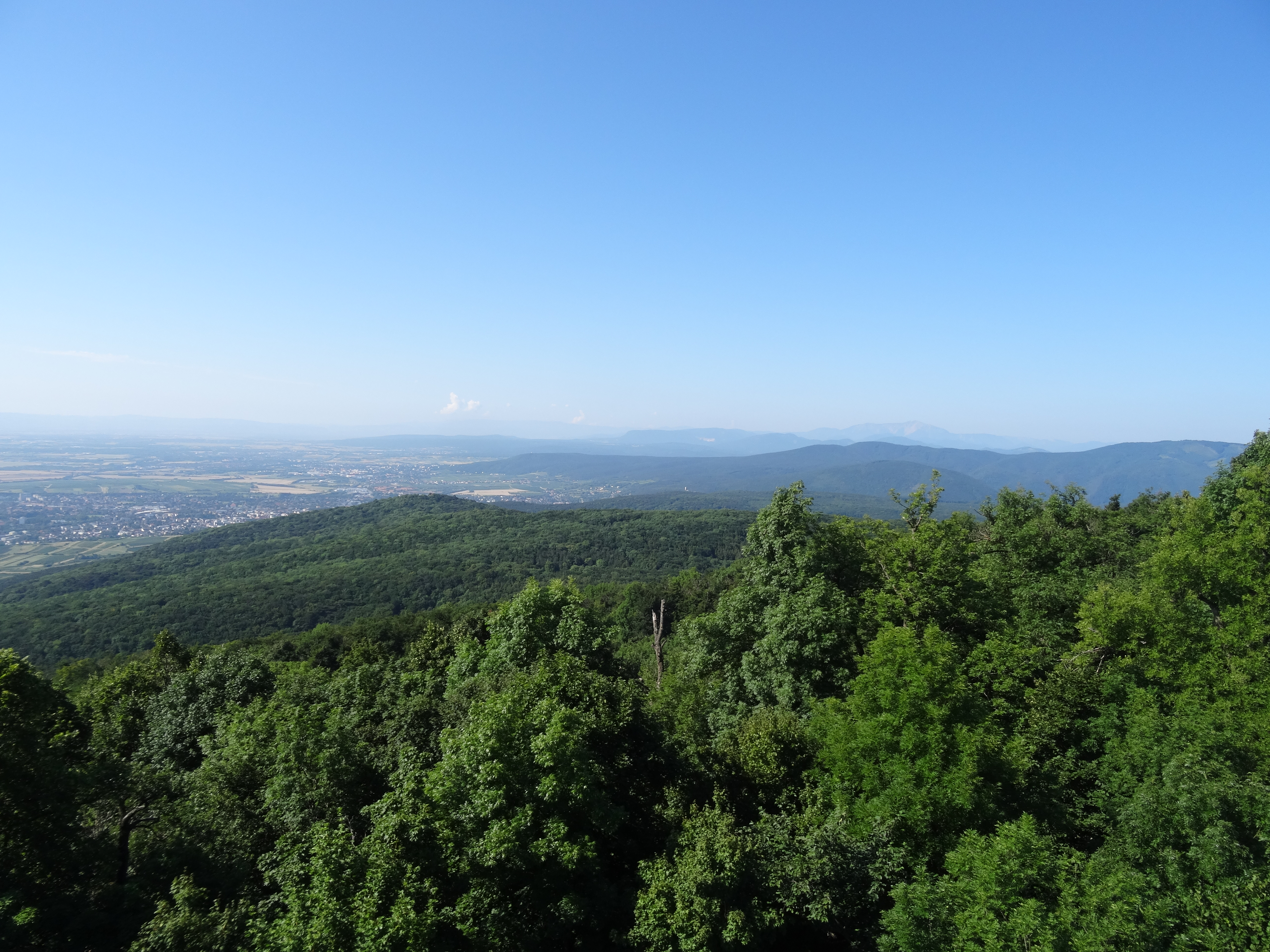
Ausblick

Seit April 2011 ist der Gipfel des Hochanningers ausgeholzt und die Warte steht, wie zur Bauzeit, wieder völlig frei. Im Norden lassen sich die Sender am Kahlenberg und am Exelberg sowie die Hochhäuser nördlich der Donau in Wien gut sehen. Der Richtfunkturm am Vierjochkogel lässt sich sehr gut sehen. In Richtung Osten und Süden hat man einen guten Blick über Gumpoldskirchen, Traiskirchen, Baden und Bad Vöslau. Dahinter erheben sich der Sonnwendstein, der Schneeberg und die Hohe Wand.